# 金鐘獎迷你劇集／電視電影編劇獎
金鐘獎迷你劇集／電視電影編劇獎是由文化部影視及流行音樂產業局在臺灣舉辦的現行頒發獎項。

## 歷屆得獎暨入圍名單
|  | 獲獎者 |

### 單元劇編劇獎（第36屆~第38屆）
| 年度 （屆數）   | 電視作品                                                    |
| --------------- | ----------------------------------------------------------- |
| 2001 （第36屆） | 張世豪／《Mr. .COM之死》中國電視公司                        |
| 2001 （第36屆） | 吳念真、劉容襄／《喂!你現在在幹嘛?》                        |
| 2001 （第36屆） | 吳昭瑩、楊雅喆、許肇任／《逆女》                            |
| 2001 （第36屆） | 陳義雄、左世強、林文智／《97巷2號5樓》                      |
| 2001 （第36屆） | 郭箏／《匪諜大亨》                                          |
| 2002 （第37屆） | 楊雅喆／《違章天堂》財團法人公共電視文化事業基金會          |
| 2002 （第37屆） | 王小棣／《在親密與孤獨間漂流的愛情》                        |
| 2002 （第37屆） | 王維明／人生劇展-《真實影像》                               |
| 2002 （第37屆） | 王明偉、鄭靜芬、劉慧真／《月光》                            |
| 2002 （第37屆） | 鄭文堂、鄭靜芬／《瓦旦的酒瓶》                              |
| 2003 （第38屆） | 傅天余／人間關懷劇場-《你在看我嗎》佛光傳播事業股份有限公司 |
| 2003 （第38屆） | 王道南／《載我回甲仙》                                      |
| 2003 （第38屆） | 林月芬、楊雅喆／《回家系列之春天來了》                      |
| 2003 （第38屆） | 許肇任／人生劇展-《用力呼吸》                               |
| 2003 （第38屆） | 郭珍弟、陳芯余／人生劇展-《終身大事》                       |

### 戲劇節目單元劇編劇獎（第40屆）
| 年度 （屆數）   | 電視作品                                         |
| --------------- | ------------------------------------------------ |
| 2005 （第40屆） | 林子平／《愛絲希雅的夢中夢》東森電視股份有限公司 |
| 2005 （第40屆） | 楊雅喆／《青春》                                 |
| 2005 （第40屆） | 林其樂／《壞蛋》                                 |
| 2005 （第40屆） | 徐漢強／人生劇展－《請登入．線實》               |
| 2005 （第40屆） | 徐譽庭／《黑夜藍天》                             |

### 迷你劇集最佳編劇獎（第41屆、第42屆）
| 年度 （屆數）   | 電視作品                                           |
| --------------- | -------------------------------------------------- |
| 2006 （第41屆） | 高翊峰、彭心楺／《肉身蛾》客家電視台               |
| 2006 （第41屆） | 林子平／《圖騰轉啊轉》                             |
| 2006 （第41屆） | 陳北川／公視人生劇展－《芒草花在唱歌》             |
| 2006 （第41屆） | 程孝澤、楊璧瑩、林秉彥／《網路情書》               |
| 2006 （第41屆） | 樓一安、陳芯宜／《快樂的出航》                     |
| 2007 （第42屆） | 馬志翔／《十歲笛娜的願望》八大電視股份有限公司     |
| 2007 （第42屆） | 安哲毅、戴德偉／公視人生劇展－《指印》             |
| 2007 （第42屆） | 楊雅喆／畢業生系列－《寂寞的遊戲》                 |
| 2007 （第42屆） | 溫知儀／公視人生劇展－《娘惹滋味》                 |
| 2007 （第42屆） | 董文汾、華湘如【江旋】／公視人生劇展－《尋找巴利》 |

### 迷你劇集編劇獎（第43屆、第44屆）
| 年度 （屆數）   | 電視作品                                                                               |
| --------------- | -------------------------------------------------------------------------------------- |
| 2008 （第43屆） | 陳慧翎、尹馨／公視人生劇展－《與男友的前女友密談》島嶼視覺創意文化事業有限公司（公視） |
| 2008 （第43屆） | 辛建宗／公視人生劇展－《愛說謊的妮可》                                                 |
| 2008 （第43屆） | 馬志翔／生命關懷系列－《說好不準哭》                                                   |
| 2008 （第43屆） | 陳世、王詞仰／公視人生劇展－《蟹足》                                                   |
| 2008 （第43屆） | 鄭芬芬／公視人生劇展－《長假》                                                         |
| 2009 （第44屆） | 鄭婉玭、馬自明／公視人生劇展－《我的阿嬤是太空人》視覺張力創意廣告有限公司             |
| 2009 （第44屆） | 王莉雯／公視人生劇展－《三十秒過後》                                                   |
| 2009 （第44屆） | 郭峻明、呂佩怡／《試管神仙》                                                           |
| 2009 （第44屆） | 黃金鶯／客家電視電影院－《桂花釀》                                                     |
| 2009 （第44屆） | 劉佳慧、郭世偉 ／公視人生劇展－《誰來坐大位》                                          |

### 迷你劇集／電視電影編劇獎（第45屆～至今）
| 年度 （屆數）   | 電視作品                                                                                     |
| --------------- | -------------------------------------------------------------------------------------------- |
| 2010 （第45屆） | 丁道祥／客家電視電影院－《討海人》客家電視台                                                 |
| 2010 （第45屆） | 丁道祥／公視人生劇展－《尋鬼記》                                                             |
| 2010 （第45屆） | 李志薔、蔡銀娟／公視人生劇展－《秋宜的婚事》                                                 |
| 2010 （第45屆） | 馬志翔【Umin．boya】／《看見天堂》                                                           |
| 2010 （第45屆） | 張友漁、瞿友寧／公視人生劇展－《我的爸爸是流氓》                                             |
| 2011 （第46屆） | 鄭有傑、木二／《他們在畢業的前一天爆炸》財團法人公共電視文化事業基金會                       |
| 2011 （第46屆） | 林孝謙、呂鑨謚／《與愛別離》                                                                 |
| 2011 （第46屆） | 魏嘉宏／公視人生劇展－《6局下半》                                                            |
| 2011 （第46屆） | 王舒煒、宋東庭／客家電視電影院－《免費搭乘》                                                 |
| 2011 （第46屆） | 吳昱錡、韓修宇、蔡顗禾／客家電視電影院－《老伴》                                             |
| 2012 （第47屆） | 蔡怡芬、朱家麟／公視學生劇展—《公主與王子》影童國際有限公司                                  |
| 2012 （第47屆） | 王希捷／公視學生劇展—《小偷》                                                                |
| 2012 （第47屆） | 范雲傑／《歲月的籤詩》                                                                       |
| 2012 （第47屆） | 曹仕翰／公視學生劇展—《我的狗男友》                                                          |
| 2012 （第47屆） | 劉雪容、李崗、周旭薇、洪文潔／《金孫》                                                       |
| 2013 （第48屆） | 陳佳敏／公視人生劇展—《權力過程》波谷影片有限公司                                            |
| 2013 （第48屆） | 陳冠廷、黃靖祖／公視人生劇展—《第三十一首籤》                                                |
| 2013 （第48屆） | 黃英珉、呂登貴／客家電視電影院—《南風。六堆 喀噠大作戰》                                     |
| 2013 （第48屆） | 雷孝慈／《那天媽媽來看我》                                                                   |
| 2013 （第48屆） | 廖士涵、施虹如／公視人生劇展—《仲夏夜府城》                                                  |
| 2014 （第49屆） | 陳昱俐／公視學生劇展—《自由人》阿榮企業有限公司                                              |
| 2014 （第49屆） | 王傢軍、傅凱羚／公視學生劇展—《紺珠之地》                                                    |
| 2014 （第49屆） | 陳鈺傑、王莉雯、李張清慧／《曉之春》                                                         |
| 2014 （第49屆） | 梁莫非、安哲毅 ／公視人生劇展—《銘謝惠顧》                                                   |
| 2014 （第49屆） | 張綺恩、王傳宗／公視人生劇展—《只想比你多活一天》                                            |
| 2015 （第50屆） | 黃建銘、王卉竺／《麻醉風暴》財團法人公共電視文化事業基金會                                   |
| 2015 （第50屆） | 瑋珊／公視人生劇展—《小孩》                                                                  |
| 2015 （第50屆） | 陳怡儒／公視學生劇展—《出遊》                                                                |
| 2015 （第50屆） | 張綺恩／公視人生劇展—《天使的收音機》                                                        |
| 2015 （第50屆） | 蔡沂澄／公視人生劇展—《回家路上》                                                            |
| 2016 （第51屆） | 詹京霖／《川流之島》中國電視事業股份有限公司、瀚草影視文化事業股份有限公司                   |
| 2016 （第51屆） | 李權洋／《銅板少年》                                                                         |
| 2016 （第51屆） | 塗芳祥／《黑盒子》                                                                           |
| 2016 （第51屆） | 陳宇詰／《再見女兒》                                                                         |
| 2016 （第51屆） | 曾英庭、林怡鈴／《衣櫃裡的貓》                                                               |
| 2017 （第52屆） | 許立達／公視人生劇展－《告別》興揚電影有限公司                                               |
| 2017 （第52屆） | 李庭瑜、林孟寰、陳和榆、廖振凱／《通靈少女》                                                 |
| 2017 （第52屆） | 邵慧婷、塗芳祥、詹大為、藍夢荷／《CODE浮士德遊戲》                                           |
| 2017 （第52屆） | 費工怡／《望月》                                                                             |
| 2017 （第52屆） | 溫怡惠／滾石愛情故事－《你走你的路》                                                         |
| 2018 （第53屆） | 曾英庭、周語莊／《高山上的茶園》溫柔鄉電影有限公司                                           |
| 2018 （第53屆） | 傅凱羚／《阿水和國祥》                                                                       |
| 2018 （第53屆） | 鄭有傑、木二／《他們在畢業的前一天爆炸2》                                                    |
| 2018 （第53屆） | 薛文碩／公視學生劇展－《第一廣場》                                                           |
| 2018 （第53屆） | 蘇奕瑄／公視人生劇展－《青苔》                                                               |
| 2019 （第54屆） | 靳家驊／華視金選劇場－《夏之橘》創藝玖玖電影製作有限公司                                     |
| 2019 （第54屆） | 吳宗叡、陳南宏／公視新創短片－《最後一次溫柔》                                               |
| 2019 （第54屆） | 莊翔安／《媽媽桌球》                                                                         |
| 2019 （第54屆） | 澎恰恰、周以文／《眾神的停車位》                                                             |
| 2019 （第54屆） | 簡士耕／《你的孩子不是你的孩子-貓的孩子》                                                    |
| 2020 （第55屆） | 靳家驊／新創電影短片 《大吉》寓言工作室                                                      |
| 2020 （第55屆） | 林志儒、劉存菡／客家電視電影院—《大桔大利 闔家平安》                                         |
| 2020 （第55屆） | 蔡俊彬、劉宇／公視人生劇展—《殘值》                                                          |
| 2020 （第55屆） | 薛朝輝／公視人生劇展—《盲人阿清》                                                            |
| 2020 （第55屆） | 嚴藝文、范芷綺、黄馨萱／《俗女養成記》                                                       |
| 2021 （第56屆） | 徐麗雯／客家電影院─《光的孩子》客家電視台、境外即思有限公司                                  |
| 2021 （第56屆） | 馬自明、張可欣、陳定寧、安邦、廖士涵／《大債時代》                                           |
| 2021 （第56屆） | 高妙慧、范芷綺、文采／《戒指流浪記》                                                         |
| 2021 （第56屆） | 鄭仰山、康語妮／公視人生劇展─《人生清理員》                                                  |
| 2021 （第56屆） | 鄭芬芬、洪茲盈／《做工的人》                                                                 |
| 2022 （第57屆） | 鄧依涵／《第一次遇見花香的那刻》杰德創意影音管理股份有限公司                                 |
| 2022 （第57屆） | 文二北投／公視新創短片─《蝴蝶》                                                              |
| 2022 （第57屆） | 呂安弦、陳佩妏、費工怡、蔡芳紜／《比悲傷更悲傷的故事：影集版》                               |
| 2022 （第57屆） | 黃熙／《良辰吉時》                                                                           |
| 2022 （第57屆） | 詹承廷／《青春劇烈物語》                                                                     |
| 2023 （第58屆） | 溫郁芳／《她和她的她》華文創股份有限公司、四方四隅文娛國際股份有限公司、八大電視股份有限公司 |
| 2023 （第58屆） | 夏康真／《你的婚姻不是你的婚姻-梅莉》                                                        |
| 2023 （第58屆） | 陳虹任／《你的婚姻不是你的婚姻-聖筊》                                                        |
| 2023 （第58屆） | 潘客印／《姊姊》                                                                             |
| 2023 （第58屆） | 簡莉穎、厭世姬／《人選之人-造浪者》                                                          |
| 2024 （第59屆） | 唐福睿／《八尺門的辯護人》鏡文學股份有限公司                                                 |
| 2024 （第59屆） | 王育麟、徐宏輝、陳奕凱／《暗潮》                                                             |
| 2024 （第59屆） | 徐譽庭／《不夠善良的我們》                                                                   |
| 2024 （第59屆） | 陳芳齊、鄭文堂／《鹽水大飯店》                                                               |
| 2024 （第59屆） | 鄭心媚、賴孟傑、謝翠玉／《商魂》                                                             |
| 2025 （第60屆） |                                                                                              |
|                 |                                                                                              |
|                 |                                                                                              |
|                 |                                                                                              |
|                 |                                                                                              |

## 外部連結
- 廣播電視金鐘獎官方網站 （页面存档备份，存于）
- 歷屆電視金鐘獎得獎入圍名單 （页面存档备份，存于），文化部影視及流行音樂產業局